# Louis Emmanuel Rey
Pour les articles homonymes, voir Rey.
Louis Emmanuel Rey, né le 19 septembre 1768 à Grenoble et mort le 18 juin 1846 à Paris, est un général français de la Révolution et de l’Empire.

## Biographie
Il entre en service le 30 avril 1784 comme soldat au régiment de Monsieur, il passe caporal le 1er avril 1785, sergent le 10 juillet 1786, fourrier le 12 août 1787, sergent-major le 1er janvier 1791, et adjudant sous-officier le 1er avril 1792.
Le 1er juin 1792 il devient lieutenant, et adjoint provisoire aux adjudants-généraux le 15 du même mois. Il est employé en cette qualité à l’état-major général de l’armée des Alpes, avec laquelle il fait les campagnes de 1793 à l’an V, et à celle d’Italie. Le 3 septembre 1793 il est promu adjudant-général chef de bataillon, et le 13 juin 1795 il est nommé adjudant-général chef de brigade. Cette année-là, il commande le camp sous Lyon et il est chargé de l’organisation de toutes les troupes de la Vendée, se rendant à l’armée d’Italie.
Il est promu général de brigade le 9 avril 1796, et le 7 septembre 1797 il est désigné commandant supérieur de la ville de Lyon, ainsi que des départements du Rhône et de la Loire. Le 21 février 1799, il est employé dans la 6e division militaire, et le 3 octobre 1799 il repasse dans la 19e division militaire. Le 23 septembre 1801 il est mis en non activité.
Le 23 septembre 1802, il est appelé au commandement du département de Jemmapes, et il est fait chevalier de la légion d’honneur le 11 décembre 1803, et commandeur de l’ordre le 14 juin 1804. Le 31 août 1805 il commande à Bayonne, puis il passe au 1er corps de l’armée de réserve avec lequel il fait les campagnes de l’an XIV à 1807. Il est créé baron de l’Empire le 23 mars 1808, et chef d’état-major de l’armée de Catalogne le 22 août suivant. Le 4 octobre 1810, il reçoit le commandement d’une brigade de la division du général Caffarelli, et le 14 août 1811 il devient gouverneur de San Sébastien. En 1813 il défend cette place avec la plus grande intrépidité, lors du siège effectué par les troupes du général Wellington. Il est fait prisonnier le 9 septembre 1813, et le 6 novembre 1813 l’Empereur en récompense de sa belle défense de Saint-Sébastien, le nomme général de division, et il l’élève au grade de grand officier de la Légion d’honneur le 19 novembre suivant.
De retour en France en mai 1814, Louis XVIII le confirme dans son grade de général de division et le fait chevalier de Saint-Louis le 19 juillet 1814. Le 1er septembre 1814, il est mis en non activité.
Pendant les Cent-Jours, il est nommé gouverneur de Valenciennes le 30 avril 1815, et il défend cette place avec la même rigueur qu’il avait déployée à Saint-Sébastien. Il est admis à la retraite le 9 septembre 1815.
Rappelé à l’activité après la Révolution de juillet, il est nommé membre de la commission des anciens officiers le 11 novembre 1830. Le 7 février 1831, il est compris dans le cadre d’activité de l’état-major général de l’armée, et il est mis en disponibilité le 30 avril suivant. Il est admis définitivement à la retraite le 1er octobre 1833.

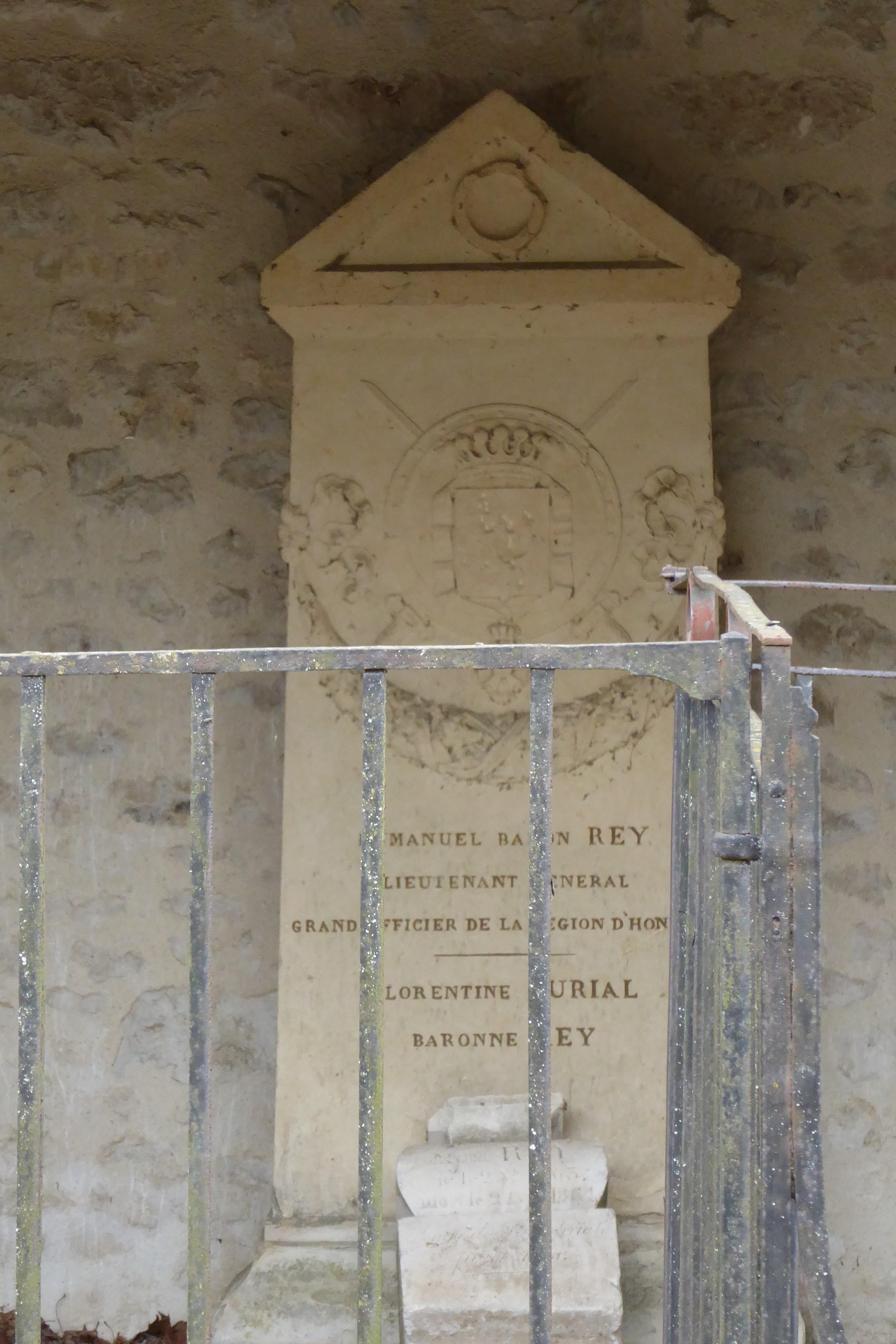
Sépulture d'Emmanuel Rey, église Saint-Martin de Bazoches-les-Hautes, Eure-et-Loir.

Il meurt le 18 juin 1846, à Paris. Il est enterré dans l'église de Bazoches-les-Hautes en Eure-et-Loir.

## Distinctions

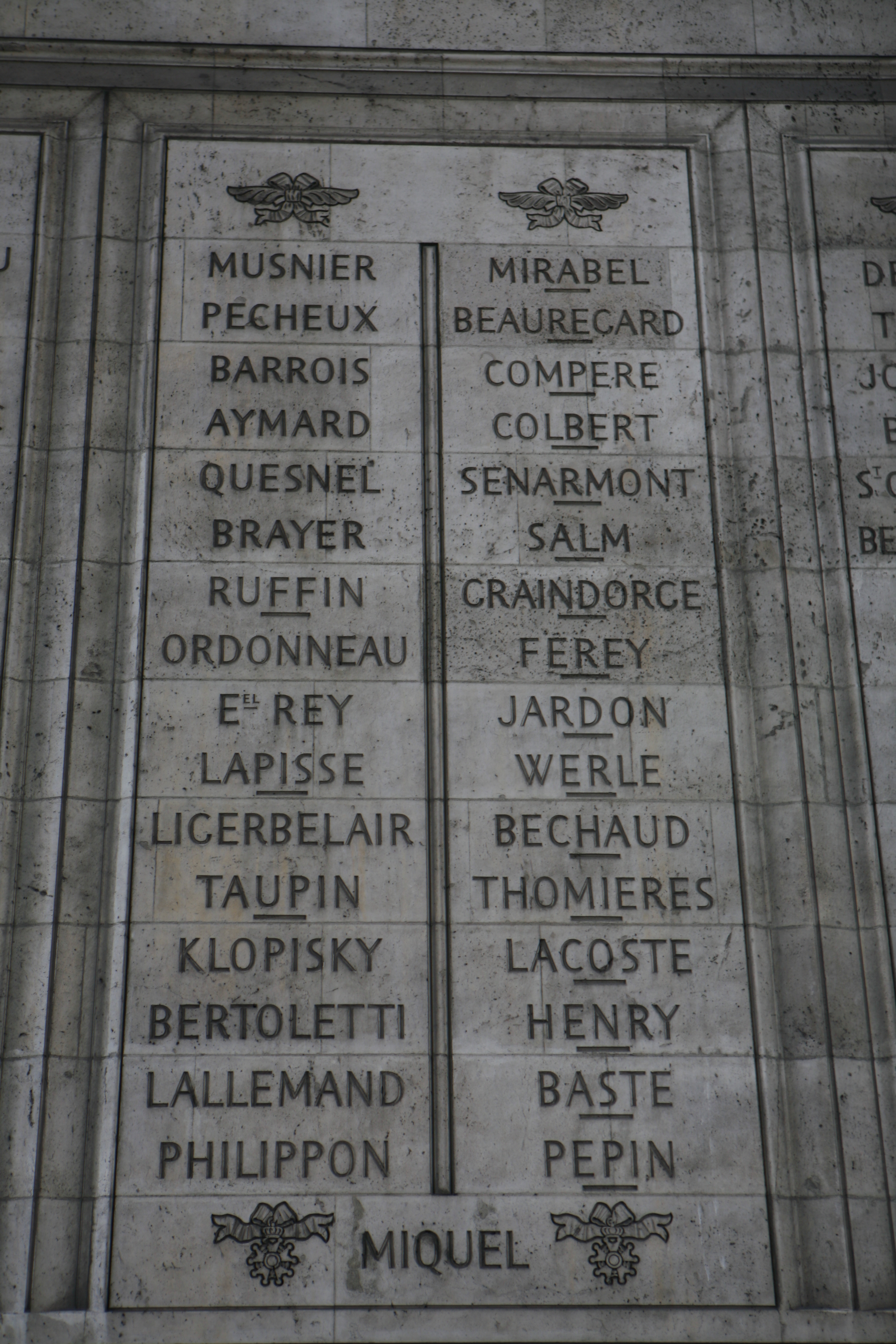
Noms gravés sous l'arc de triomphe de l'Étoile : pilier Ouest, 37e et.

Il fait partie des 660 personnalités à avoir son nom gravé sous l'arc de triomphe de l'Étoile. Il apparaît sur la 37e colonne (l’Arc indique Eel REY).